# Mészáros Márta
Mészáros Márta (asszonynevén Jancsó Miklósné, Budapest, 1931. szeptember 19. –) Kossuth-díjas és Balázs Béla-díjas magyar filmrendező és forgatókönyvíró, a Magyar Mozgókép Mestere. Jancsó Miklós Kossuth-díjas filmrendező volt felesége, Mészáros László szobrászművész lánya.

## Élete
Apja Mészáros László szobrászművész, aki a sztálini terror áldozatául esett.
1935–1946 között a Szovjetunióban élt, nevelöanyja Wagner Anna volt. Moszkvában az Össz-szövetségi Állami Filmfőiskolán szerzett filmrendező diplomát 1956-ban.
Pályája kezdetén filmhíradókat és dokumentumfilmeket rendezett Bukarestben és Budapesten. 1958-ban házasságot kötött Jancsó Miklós filmrendezővel, aki adoptálta Mészáros Márta előző házasságából született fiát, Zoltánt. 1958–1968 között a MAFILM rövidfilmrendezője volt. 1968-ban rendezte első nagyjátékfilmjét az Eltávozott nap címmel, Kovács Katival a főszerepben. Filmjeiben legtöbbször női sorsokat vitt vászonra.
Itthon is nagy sikerű rendezőnő volt, az 1970-es években a feminista mozgalom Nyugaton nagy figyelemmel kísérte munkásságát. A Napló sorozat önéletrajzi ihletésű alkotásaiból áll. 1992-től a Nagy Imre Társaság ügyvezetője.
Hét nyelven beszél: magyarul, olaszul, németül, oroszul, franciául, angolul, lengyelül.

## Filmjei
- 1955 – Túl a Cálvin téren
- 1955 – Mindennapi történet
- 1955 – Albertfalvai történetek
- 1956 – Országutak vándora
- 1957 – Să zîmbească toți copiii
- 1958 – Popas în tabăra de vară
- 1959 – Schimbul de mîine
- 1959 – Az élet megy tovább
- 1960 – Egy t(ermelő) sz(övetkezeti) elnökről
- 1960 – Rajtunk is múlik
- 1960 – Az őszibarack termesztése
- 1960 – Az eladás művészete
- 1961 – Vásárhelyi színek
- 1961 – Szívdobogás
- 1961 – A szár és gyökér fejlődése
- 1961 – Danulongyártás
- 1962 – Tornyai János
- 1962 – Nagyüzemi tojástermelés
- 1962 – A labda varázsa
- 1962 – Kamaszváros
- 1962 – Gyerekek – könyvek
- 1963 – Szeretet
- 1963 – Munka vagy hivatás
- 1963 – 1963. július 27., szombat
- 1964 – Kiáltó
- 1964 – Festők városa – Szentendre
- 1964 – Bóbita
- 1965 – 15 perc – 15 évről
- 1966 – Harangok városa – Veszprém
- 1966 – Borsos Miklós
- 1968 – Mészáros László emlékére
- 1968 – Holdudvar
- 1968 – Eltávozott nap
- 1970 – Szép lányok, ne sírjatok!
- 1971 – A lőrinci fonóban
- 1973 – Szeptember végén (TV)
- 1973 – Szabad lélegzet
- 1975 – Örökbefogadás
- 1976 – Kilenc hónap
- 1977 – Ők ketten
- 1978 – Olyan mint otthon
- 1979 – Útközben
- 1980 – Örökség
- 1981 – Anna
- 1982 – Néma kiáltás
- 1984 – Délibábok országa
- 1984 – Napló gyermekeimnek
- 1986 – Ave Maria
- 1987 – Napló szerelmeimnek
- 1988 – Az erdő kapitánya (animációs tervezőként)
- 1989 – Piroska és a farkas / Bye bye chaperon rouge
- 1990 – Napló apámnak, anyámnak
- 1992 – Edith és Marlene (TV)
- 1993 – A magzat
- 1995 – A hetedik szoba / Siódmy pokój
- 1998 – Három dátum
- 1999 – A szerencse lányai
- 2000 – Kisvilma – Az utolsó napló
- 2001 – Csodálatos mandarin
- 2004 – A temetetlen halott
- 2005 – Hanna Wende
- 2009 – Utolsó jelentés Annáról
- 2011 – Ármány és szerelem anno 1951 (TV)
- 2017 – Aurora Borealis – Északi fény

## Jelentősebb díjak, kitüntetések
- 1975 – Berlini Nemzetközi Filmfesztivál, C.I.D.A.L.C-díj, Arany Medve, Interfilm Award – Otto Dibelius Film Award, OCIC-díj – Örökbefogadás
- 1977 – Balázs Béla-díj
- 1977 – Berlini Nemzetközi Filmfesztivál, OCIC díj – Kilenc hónap
- 1977 – Cannes-i nemzetközi filmfesztivál, FIPRESCI-díj – Kilenc Hónap
- 1984 – Cannes-i nemzetközi filmfesztivál, a zsűri külön nagydíja – Napló gyermekeimnek
- 1985 – Érdemes művész
- 1985 – Magyar Filmkritikusok Díja – Nagydíj
- 1987 – Berlini Nemzetközi Filmfesztivál, Ezüst Medve, OCIC-díj – Napló szerelmeimnek
- 1989 – SZOT-díj
- 1990 – Kossuth-díj
- 1995 – Velencei Nemzetközi Filmfesztivál, OCIC-díj – A hetedik szoba / Siódmy pokój
- 2004 – Magyar Mozgókép Mestere
- 2005 – A Magyar Köztársasági Érdemrend középkeresztje /polgári tagozat/
- 2006 – Szabadság Hőse emlékérem
- 2007 – Nagy Imre-érdemrend
- 2007 – 57. Berlini Nemzetközi Filmfesztivál – Berlinale Kamera-díj
- 2009 – Újbuda díszpolgára[2]
- 2010 – A 46. Chicagói Nemzetközi Filmfesztivál – Arany Plakett díj – Az utolsó jelentés Annáról c. filmért továbbá különleges és gazdag életművéért
- 2010 – Olaszország filmművészeti találkozója – a Viareggiói fesztivál – Életműdíj
- 2010 – Gundel művészeti díj
- 2011 – Magyar Filmkritikusok Díja – Életműdíj
- 2013 – Prima díj
- 2016 – Arany Aréna, a Pulai Nemzetközi Filmfesztivál életműdíja[3]
- 2017 – Konrad Wolf-díj
- 2018 – Hazám-díj
- 2018 – 18. Los Angeles-i Magyar Filmfesztivál – Életműdíj
- 2018 – Magyar Filmkritikusok Díja – különdíj; legjobb forgatókönyv
- 2021 – Az Európai Filmakadémia életműdíja[4]
- 2023 – A Magyar Filmakadémia életműdíja[5]

## Könyvei
- Napló magamról; szerk. Pataki Éva; Pelikán, Budapest, 1993
- Ja, Marta... (Napló magamról); szerk. Pataki Éva, ford. Krystyna Pap; Twój Styl, Warszawa, 1998
- Kisvilma. Film és élet; sajtó alá rend. Pataki Éva; Magyar Könyvklub, Budapest, 2000